# عدن محرإب (القفر)

تعديل مصدري - تعديل

عدن محراب محلة تابعة لقرية الدميم، التابعة لعزلة بني سيف العالي بمديرية القفر إحدى مديريات محافظة إب في الجمهورية اليمنية، بلغ تعداد سكانها 38 حسب تعداد اليمن لعام 2004.